# Paranocaracris rimansonae
Paranocaracris rimansonae is een rechtvleugelig insect uit de familie Pamphagidae. De wetenschappelijke naam van deze soort is voor het eerst geldig gepubliceerd in 1918 door Boris Petrovich Uvarov.